# Окницки район
Окницки район е район в северната част на Молдова с административен център Окница. Населението на Окницкия район е 56 510, а площта му 597 km2. Районът граничи с Украйна.